# Tsidone
Tsidone ou Sidon (en hébreu צידן) est un personnage du livre de la Genèse. On le classe parfois parmi les Patriarches de la Bible.
Il est fils aîné de Canaan, et le fondateur de la ville de Sidon (appelée de nos jours Saïda en arabe).